# Capo Verde (Liguria)
Capo Verde o Punta d'Arma è un promontorio della Liguria all'estremità di levante di Sanremo al di là del quale sorgono Bussana ed Arma di Taggia; esso è sormontato dal Faro di Capo dell'Arma della Marina.
All'estremità di levante dell'insenatura si trova invece Capo Nero.

## Infrastrutture e trasporti
In prossimità del capo passa la strada statale 1 Via Aurelia, servita dalle corse autofiloviarie della linea Sanremo-Taggia. Fino al 1942 tale servizio era svolto dalla tranvia Ospedaletti-Sanremo-Taggia.
| Controllo di autorità | VIAF (EN) 304920636 |